# Тарани
Тарани́ — село Сніжнянської міської громади Горлівського району Донецької області, Україна. Населення становить 59 осіб.

## Загальні відомості
Відстань до Шахтарська становить близько 38 км і проходить переважно автошляхом Н21.
Землі села межують із територією с. Григорівка Амвросіївського району Донецької області.
Поруч розташований регіональний ландшафтний парк «Донецький кряж».
Унаслідок російської військової агресії із серпня 2014 р. Тарани перебувають на території ОРДЛО.

## Населення
За даними перепису 2001 року населення села становило 59 осіб, із них 94,92 % зазначили рідною українську мову, а 5,08 % — російську.